# Ролівська сільська рада
| Ролівська сільська рада — орган місцевого самоврядування у Дрогобицькому районі Львівської області з адміністративним центром у с. Ролів. Історична дата утворення: в 1939 році. Водоймища на території, підпорядкованій даній раді: річка Трудниця. Сільській раді підпорядковані населені пункти: - с. Ролів |

## Склад ради
Рада складається з 14 депутатів та голови.

### Керівний склад ради
| ПІБ                         | Основні відомості                                                               | Дата обрання | Дата звільнення |
| --------------------------- | ------------------------------------------------------------------------------- | ------------ | --------------- |
| Пастернак Михайло Петрович  | Сільський голова, 1956 року народження, освіта                                  | 26.03.2006   | 31.10.2010      |
| Бугера Мирослава Степанівна | Сільський голова, 1960 року народження, освіта середня спеціальна, позапартійна | 31.10.2010   |                 |

Примітка: таблиця складена за даними джерела